# Ильин, Никифор Ильич
Никифор Ильич Ильин (17 февраля 1884—1957) — народный комиссар рабоче-крестьянской инспекции РСФСР.

## Биография
Рабочий-слесарь, член РСДРП с 1910, дважды арестовывался. В 1917 член Петроградского совета, гласный Петроградской городской думы. В 1918—1919 член коллегии Народного комиссариата труда РСФСР. В 1919—1920 в ВСНХ РСФСР. В 1920—1924 в Народном комиссариате путей сообщения РСФСР — СССР. В 1923—1934 — член Центральной контрольной комиссии ВКП(б) и член её Президиума. В 1925—1934 народный комиссар рабоче-крестьянской инспекции РСФСР. В 1926—1927 кандидат в члены Секретариата Центральной Контрольной Комиссии ВКП(б).
26 января—10 февраля 1934 года делегат XVII съезда ВКП(б) с совещательным голосом.
В 1934—1938 член Комиссии советского контроля при СНК СССР. В 1934—1935 уполномоченный Комиссии советского контроля при СНК СССР по Ленинграду и Ленинградской области. В 1935 руководитель Группы жилищно-коммунального просвещения и здравоохранения Комиссии советского контроля при СНК СССР. Похоронен в Москве в Новодевичьем монастыре (5-й участок).

## Награды
- 2 ордена Трудового Красного Знамени (13.05.1955[2]; 06.02.1956)